# Saluto (moneta)
Saluto (o Salut) è il nome di diverse monete coniate in diversi paesi europei.

## Napoli
A Napoli, per la prima volta furono coniati da Carlo I d'Angiò (1266-1285) dei carlini nei due metalli che presero il nome di saluto d'oro ed un saluto d'argento. Il termine fa riferimento all'annunciazione presente sulla moneta.

### Saluto d'oro
Il saluto d'oro (ufficialmente carlino d'oro) era  una moneta da 4,44 g a 24 K. Il valore era di 5 tarì d'oro del reale e dell'augustale.
Il saluto fu emesso a Napoli da Carlo I d'Angiò nel 1278. A Roma erano cambiati per 372 provisini.
Quando i tipi furono modificati da Carlo II d'Angiò che al posto dell'Annunciazione mise la croce gigliata, il saluto  prese il nome di gigliato.

### Saluto d'argento
È il nome della moneta con gli stessi tipi della precedente: stemma degli Angioini (croce di Gerusalemme e gigli) al dritto e Annunciazione al rovescio.
Fu coniato anche il mezzo saluto d'argento. Il saluto d'argento pesava 3,395 grammi, valeva 1/14 del saluto d'oro, e era diviso in 10 grana.

## Saluto in Francia ed Inghilterra
In Francia il saluto (Salut d'or) fu battuto da Carlo VI (1380-1422) e Carlo VII (1422-1461). Pesava come il franco a cavallo, cioè 3,875 grammi.
Anche in Inghilterra fu battuta una moneta con questo nome, simili a quelle francesi, da Enrico V nel 1422 e da Enrico VI in qualità di re di Francia. 
I re inglesi infatti dopo la battaglia di Agincourt del 1415 erano diventati eredi al trono di Francia.